# Kenneth Eriksson
Kenneth Eriksson (* 13. května 1956, Äppelbo, Švédsko) je bývalý jezdec mistrovství světa v rally. Jezdil za tovární týmy jako Subaru, Mitsubishi, Hyundai či Škoda. V roce 1986 se stal mistrem skupiny A v jediném ročníku soutěže, což byl jeho nejlepší výkon, zastíněný smrtelnými nehodami na světových soutěžích, ke kterým v této sezóně došlo.

## Kariéra
Jeho nejlepší umístění v MS v rallye bylo celkově třetí místo s Mitsubishi v roce 1995. Téhož roku vyhrál Švédskou rally pod tlakem mladého týmového kolegy Tommiho Mäkinena či později Colinem McRaem v Austrálii. Poté přešel pro rok 1996 k Subaru, aby řídil po boku McRae. V týmu se střídal s Piero Liattim, Eriksson byl specialista na šotolinu a Liatti na asfalt. Do konce sezóny 1997 Eriksson a navigátor Staffan Parmander nasbírali šest individuálních vítězství v MS. Mezi ně patřilo slavné vítězství na Novém Zélandu v roce 1997. V letech 1995 až 1997 také zaznamenal hattrick titulů v asijsko-pacifické rally.

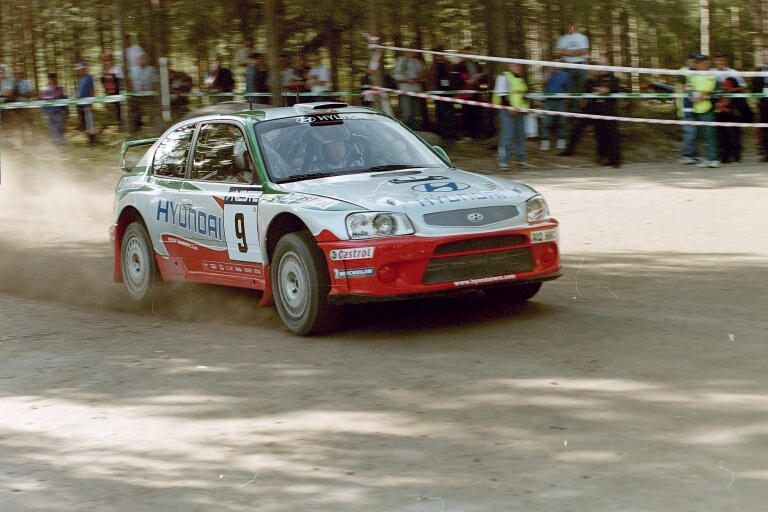
Eriksson s vozem Hyundai Accent WRC na Finské rally 2001.

Po čtvrtém místě na Švédské rally v roce 1998 byl Eriksson propuštěn ze Subaru, a začal se věnovat vozům kit-car u týmu Hyundai, kde později jezdil i s vozem specifikace WRC. Týmovým kolegou mu byl Alister McRae, bratr slavnějšího Colina. Šesté místo na Rallye Velká Británie v roce 2001 znamenalo jeho poslední bodované umístění s Hyundaiem. Poslední sezonu v MS si užil s týmem Škoda v roce 2002 po boku navigátorky Tiny Thörnerové a týmovým kolegou v sesterské Octavii WRC, kterým byl mladý Fin Toni Gardemeister.
Na konci roku 2002 Eriksson opustil scénu světových soutěží. Od té doby se účastní závodů do vrchu včetně Race to the Sky, který se konal v Cardrona Valley na Novém Zélandu. V letech 2005, 2006 a 2007 skončil druhý.

## Vítězství ve WRC
| # | Soutěž                          | Sezóna | Spolujezdec       | Auto                            |
| - | ------------------------------- | ------ | ----------------- | ------------------------------- |
| 1 | 19. Rallye Pobřeží slonoviny    | 1987   | Petr Diekmann     | Volkswagen Golf GTI 16V         |
| 2 | 40. Švédská rally               | 1991   | Staffan Parmander | Mitsubishi Galant VR-4          |
| 3 | 44. Švédská rally               | 1995   | Staffan Parmander | Mitsubishi Lancer Evolution II  |
| 4 | 8. Telstra Rally Austrálie      | 1995   | Staffan Parmander | Mitsubishi Lancer Evolution III |
| 5 | 46. Švédská rally               | 1997   | Staffan Parmander | Subaru Impreza WRC 97           |
| 6 | 27. Smokefree Rally Nový Zéland | 1997   | Staffan Parmander | Subaru Impreza WRC 97           |